# Rose Millman
Pour les articles homonymes, voir Millman.
Rose Millman (née Rose Getz le 23 décembre 1890 dans la région de Bucovine et morte le 10 octobre 1960) est une galeriste et collectionneuse d'art canadienne. Elle est connue pour avoir fondé et dirigé à Montréal la galerie Dominion et la galerie West End Art Gallery. Ces galeries seront des lieux d'exposition et de promotion de l'art canadien moderne ainsi que des œuvres de femmes artistes de l'époque.

## Biographie
Les parents de Rose Getz, Lazar et Sarah Getz, émigrent au Canada afin de fuir l'antisémitisme et ils s'installent à Québec. Rose Getz se marie avec le pharmacien Aaron Millman et vient vivre avec lui à Montréal au début des années 1910. En plus de suivre la formation d'infirmier offerte par l'Hôtel-Dieu et d'être l'une des membres fondateurs du Montreal Jewish Hospital, elle est membre de l'Art Association of Montreal. C'est sa collection personnelle d'œuvres d'art, constituée entre autres par l'acquisition de deux lots de peintures à l'Art Association of Montreal, qui servira de fonds pour la galerie d'art qu'elle ouvre en décembre 1941 au 1448, rue Sainte-Catherine Ouest : la galerie d'art Dominion (Dominion Gallery of Fine Art).
En 1942, Millman embauche Max Stern à titre de directeur de la galerie et il en devient partenaire en 1944. Rose Millman initie Stern à l'art canadien moderne et le présente au critique d'art Maurice Gagnon, embauché à la galerie à titre de conseiller à partir de 1943. Forte de cette équipe, la galerie présente une programmation audacieuse. En effet, l'année 1943 voit se succéder une série d'expositions de Goodridge Roberts, de Jacques de Tonnancour, du groupe des Sagittaires, de Fernand Léger, des huiles de Paul-Émile Borduas, celle des membres de la Société d'art contemporain, etc.. Au sujet de la galerie Dominion, Maurice Gagnon écrit en 1945 : « Cette galerie a été la seule à Montréal — avec Henry Morgan and Co.— à accepter la peinture vivante. Elle a été d'un grand secours pour sa diffusion ». Pour de multiples raisons, Millman cède ses actions à Max Stern et sa femme Iris Westerberg Stern en 1947, qui deviennent seuls propriétaires de la galerie Dominion.
En mars 1949, Millman fonde la West End Art Gallery, qui expose dès l'année de son ouverture les œuvres de plusieurs artistes femmes, ce qui est peu courant à l'époque. Entre autres, l'exposition Canadian Women Painters, du 2 au 16 avril 1949, présente les œuvres des 21 artistes suivantes : Emily Carr, Pegi Nicol, Prudence Heward, Lilias Torrance Newton, Marian Scott, Jeanne Rhéaume, Ghitta Caiserman, Marion Arounson, Mary Miler, Mabel Lockerby, Rita Mount, Paige Pinneo, Didi Reusch, Sarah Robertson, Mary Grey Robinson, Anne Savage, Ethel Seath, Jori Smith, Betty Sutherland, Fanny Wiselberg et Rose Wiselberg. Dans les années qui suivent plusieurs autres expositions mettront en vedette les oeuvres d'artistes femmes. Les conséquences du diabète sur sa santé forcent Millman à fermer la galerie en 1954. Elle meurt le 10 octobre 1960.
Le fonds de la galerie Dominion est conservé au Musée des beaux-arts du Canada.